# Клуб на българските писателки
Клубът на българските писателки (КБП) е професионална организация в Царство България, съществувала в периода 1930 – 1944 година.

## История

### Учредяване
През 1927 година Евгения Марс започва инициатива за основаването на Съюз на българките за култура и просвета. За кратък период от време дружеството организира разнообразни литературни събития – чайове, четения в училищата и литературно-музикални срещи, като дори издава известно време вестник „Българка“. През 1929 година сред членовете на този съюз възниква идеята да бъде създадена женска секция към все още недостъпния Съюз на българските писатели. Учредителното събрание на Клуба на българските писателки е в края на януари 1930 година. На него присъстват Елисавета Багряна, Евгения Марс, Люба Касърова, Анна Каменова, Фани Попова-Мутафова, Магда Минева, Вера Бояджиева, Мара Белчева, Евгения Димитрова. Скоро след това част от клуба стават и Лидия Шишманова, Калина Малина, Северина и Санда Йовчева. На учредителното събрание на клуба е избран секретариат и е приготвен проектоустав. През февруари същата година обаче 25 писатели напускат Съюза на българските писатели, сред които Мара Белчева, Дора Габе и Елисавета Багряна.
Това е и причината на 9 февруари 1930 година организацията да стане подразделение на Дружеството на българките с висше образовани, който подкрепя трудове в областта на науката и изкуството и се стреми към професионално равенство между мъжа и жената. От 1928 година към дружеството има две секции, като тази на художничките може да бъде модел. Но тъй като членството не дава желаните резултати, Клуб на българските писателки се отделя като самостоятелно юридическо лице (1934).
Според новия устав на клуба неговите цели са сближаване на българските писателки, оказване на морална и материална подкрепа за литературната им дейност и организиране на различни дейности и мероприятие за развитието ѝ. Участничките в клуба биват разделени на благодетелни, почетни, редовни и дописни (от страната и чужбина). Те трябва да се занимават с литература – да имат отпечатано оригинално художествено творчество, двегодишно сътрудничество на периодичния печат, литературно-критична дейност, както и да имат препоръки от 2 от членките и да са получили одобрението на общото събрание.

### Биографични данни за членовете на клуба
Според биографичните данни членовете на Клуба на българските писателки са на средна възраст от 43 г. и произхождат от големи градове. Родителите на 24% от тях са бежанци от Тракия и Македония, а други са родени в чужбина. Те са част от елита на българската женска интелигенция – 83,4% имат завършено или непълно висше образование, 4,2% полувисше, а 12,5 %, които са част от по-старото поколение, са завършили само средни училища. Над 50% от тях са дипломирани в България като най-вече в Софийския университет. Другите са завършили в Западна Европа – Франция, Германия, Швейцария. Това е предпоставка и 36% от членките на клуба да владеят чужди езици, а много от тях дори и по 2 – 3 такива. Именно затова 1/3 се занимават с превод. Клубът на българските писателки е съставен от 80% домакини по занятие и 20% учителки, музейни уреднички, университетски преподавателки и чиновнички. 

### Развитие на Клуб на българските писателки
Управляващ орган на клуба е Общото събрание, който гласува бюджета, определя целите и посоката на действие на организацията, контролира Секретариата и приема нови членове. Председател на Клуба е Евгения Марс, а секретар – Яна Язова. След публичния скандал през 1937 г., предизвикан от Ана Карима, по повод на пиршество на клуба, организирано от Марс в деня на опелото на членката на Клуба Лидия Шишманова, и последвалото дело Марс-Карима, Фани Попова-Мутафова напуска клуба.
С времето клубът става една от най-добре управляваните и устойчиви гилдийни организации в страната. Той организира различни по вид литературни мероприятия като е негова заслуга изнасянето на литературните четения от София към провинцията, както и правенето на такива в работническите квартали и училищата. Клубът популяризира женската литература и набира средства за утвърждаването ѝ. Организацията има и своя страница във „Вестник на жената“ след 1933 г. Сътрудничи си със сп. „Мода и култура“ /1942/. Отпечатва два сборника „Сноп“:
(Сноп: [Ч. 1] – 2. София, Клуб на българските писателки, 1934 – 1937.
- Ч. 1: 1934. – 168 с.: с ил. – Включени авт.: Елисавета Багряна, Бленика, Мара Белчева, Дора Габе, Мария Грубешлиева-Балина, Санда Йовчева, Ана Каменова, Люба Касърова, Калина Малина, Евгения Марс, Магда Петканова, Фани Попова-Мутафова, Северина, Вера Бояджиева-Фол, Лидия Шишманова, Яна Язова и Стела Янева;
- Ч. 2: София: Вестник на жената, [1937] (София: Стоп. развитие). – 128 с. – Включени авт.: Елисавета Багряна, Дора Габе, Бленика, Санда Йовчева, Мара Белчева, Ана Каменова, Мария Грубешлиева, Калина Малина, Люба Касърова, Евгения Марс, Магда Петканова, Блага Стефанова, Северина, Илина Петрова, Весела Страшимирова, Вера Бояджиева-Фол, Яна Язова и Стела Янева).

Клубът си сътрудничи и с държавните институции, феминистки организации и творчески и културни сдружения. Важно място заемат и отношенията с чуждестранни организации, подобни на клуба. Като резултат от активната дейност през 30-те – 40-те години на XX в. произведенията, написани от българки, започват да се превеждат на чужди езици. Така за първи път се заговаря в чужбина за българската женска литература като част о световната.

### Прекъсване на дейността
Клубът на българските писателки е унищожен след Деветосептемврийския преврат от 1944 година. След промени в неговото управление, както и след ограничаването на дейността му, през 1945 година той става част от току-що основания Български народен женски съюз, а през 1946 година официално се слага край на съществуването м.

## Възстановяване
Клубът на българските писателки е възроден през 2014 година от Леа Коен, Милена Фучеджиева и Виктория Бисерова.